# Vlad Mugur
Vlad Mugur (n. 22 iunie 1927, București – d. 22 iulie 2001, München) a fost un regizor român de teatru.
A absolvit Institutul de Teatru din București (clasa regie) ca șef de promoție în 1949, dar începuse să regizeze piese de teatru cu doi ani înainte, în 1947.
În 1965 a devenit directorul Teatrului Național din Cluj. A rămas la Cluj până în 1971, când s-a decis să emigreze în Italia, deoarece îi displăcea atmosfera de lucru creată pentru oamenii de artă de către Tezele din iulie - atacul politico-ideologic lansat la adresa intelectualilor nonconformiști - inițiate de Nicolae Ceaușescu. Ulterior s-a mutat în Republica Federală Germania.
În România a regizat la teatrele din București, Craiova, Cluj, Târgu Mureș, Galați, Turda. E celebru al său Hamlet punk clujean caligarian dinante de moarte.
În Germania a regizat piese de teatru la München, Konstanz, Hanover, Esslingen, Münster etc.
A montat piese de William Shakespeare, Carlo Goldoni, Luigi Pirandello, Konstantin Simonov, Anton Cehov, Vsevolod Vishnevski, Peter Handke, Walter Jens, Alexei Arbuzov, Albert Camus, Radu Cosașu, Alexandru Andrițoiu etc.
A fost căsătorit cu actrița Magda Stief. Este înmormântat la Cimitirul Bellu.
Premiul Vlad Mugur - decernat de către Teatrul Maghiar de Stat din Cluj - este denumit astfel în memoria sa.

## Premii și distincții
Pentru meritele sale artistice, regizorul Vlad Mugur a primit următoarele distincții:
- Medalia Muncii (6 iulie 1956) „cu prilejul împlinirii a 10 ani de la înfințarea Teatrului Armatei, pentru merite deosebite în muncă”[4]
- Ordinul „Steaua Republicii Populare Române” clasa a IV-a (10 iulie 1965) „pentru merite deosebite în realizarea sarcinilor prevăzute în Directivele celui de al III-lea Congres al Partidului Muncitoresc Român”[5]
- Ordinul „Meritul Cultural” clasa a III-a (6 noiembrie 1967) „pentru merite deosebite în domeniul artei dramatice”[6]
- Ordinul „Meritul Cultural” clasa a II-a (28 noiembrie 1969) „pentru activitate îndelungată și merite deosebite în domeniul artei dramatice, cu prilejul împlinirii a 50 de ani de la înființarea Teatrului Național din Cluj”[7]
- Premiul UNITER pentru întreaga sa activitate (1999).
- Premiul UNITER pentru spectacolul Slugă la doi stăpâni (2000).[8]
- Personalitatea teatrală a anului 2000, decernat de Fundația Tofan.[8]

## Piese de teatru regizate
Vlad Mugur a regizat mai multe piese de teatru la Teatrul Național Cluj-Napoca, ca de exemplu (premiera în paranteză):
- Constructorul Solness de Henrik Ibsen (31 decembrie 1964)[10]
- Nimic nu se pierde de Ionel Hristea  (11 mai 1965)[11]
- Ifigenia la Aulis (17 martie 1966)[12]
- Caligula de Albert Camus (25 ianuarie 1969)[13]
- Săptămâna patimilor de Paul Anghel (4 octombrie 1969)[14]

## Articole biografice
- Mugur de teatru[nefuncțională]
, 2 octombrie 2006, Loreta Popa, Jurnalul Național